# Сабетта
Сабе́тта — вахтовый посёлок в Ямальском районе Ямало-Ненецкого автономного округа, расположен на восточном берегу полуострова Ямал у Обской губы Карского моря. До 2006 года посёлок Сеяхинсккой сельской администрации. Исключен из учётных данных в 2006 году.

## Название
- Название Сабетта дали геологи Тамбейской нефтегазоразведочной экспедиции, созданной в 1980 году, после перебазировки её в посёлок из города Лабытнанги. Первый десант высадился в навигацию 1980 года. Строительство посёлка велось под руководством начальника экспедиции Владимира Константиновича Рыбалова[3]. Название посёлка является производным от названия реки Сабетта-яха.
- Также существует ещё несколько версий происхождения названия:
  - От переделанного на ненецкий язык названия существовавшей здесь фактории «Советская»;
  - От имени рода Сабе — местного рода самодийцев (ненцев), живших в этом районе;
  - От слова «сабетта» — название женского головного убора на ненецком языке.

## Население
В упразднённой в 2006 году одноимённой деревне (посёлке) Сабетта по переписи 2002 года проживало 19 жителей, в том числе русские — 12 (63 %), коми — 5 (26 %), другие — 2 (11 %). В 2011 году началось строительство инфраструктуры вахтового посёлка Сабетта, рассчитанного на 3500 жителей.
Глава «НОВАТЭК» Леонид Михельсон заявил в ноябре 2016 года, что в Сабетте работают более 22 000 человек. Также в течение 2016 года фигурировали оценки в 15 000 и 17 000 человек.
По оценке декабря 2017 года, в Сабетте создано более 30 000 рабочих мест.
| 1989 | 2002 |
| ---- | ---- |
| 0    | ↗19  |

## Промышленность
Строится крупнейший в России завод по производству СПГ. Первая очередь запущена в эксплуатацию в конце 2017 года. 8 декабря 2017 года состоялась отгрузка первой партии газа на танкер.

## Связь
В 2019 году ПАО «ВымпелКом» (бренд «Билайн») успешно реализовало проект по организации высокоскоростного канала передачи данных «Москва-Сабетта» для ОАО «Ямал СПГ» пропускной способностью 1 Гбит/с. В результате запуска линии для «Ямал СПГ» мобильную связь стандарта LTE получат жители Сабетты и Сеяхи. В настоящий момент доступ по стандарту LTE реализован. Тем не менее скорость доступа ввиду сильной загруженности каналов очень низкая и сопоставима с другими операторами связи (ПАО «МегаФон» и ПАО «Мобильные ТелеСистемы» (МТС)), предоставляющих услуги на Южно-Тамбейском лицензионном участке. В ночные часы скорость скачивания файлов достигает 512 кБайт/с. Средний пинг DNS Google (8.8.8.8) составляет 700—800 мсек.

## Транспорт
Авиационный
Для целей проекта «Ямал СПГ» на территории лицензионного участка построен аэропорт, пущенный в эксплуатацию в феврале 2015 года. Аэропортовый комплекс включает в себя аэродром I категории ИКАО, взлётно-посадочную полосу размерами 2704 × 46 м, ангары для авиатехники, служебно-пассажирское здание, в том числе международный сектор. Аэропорт может принимать самолёты различных типов Ил-76, А-320, Boeing-737-300, 600, 700, 800, Boeing-767-200, а также вертолёты Ми-26, Ми-8. Оператором аэропорта является 100 % дочернее предприятие ОАО «Ямал СПГ» — ООО «Международный аэропорт Сабетта».
Железнодорожный
В январе 2016 года Правительство ЯНАО определилось с частным партнёром по строительству железной дороги «Бованенково — Сабетта». Проектирование и строительство железной дороги от Бованенково планировали завершить уже в конце 2019 года. Впрочем, по состоянию на июль 2021 года, строительство не начиналось. Протяжённость железной дороги — более 170 км, а стоимость реализации проекта составит более 113 млрд рублей.
Водный
Строительство морского порта, предназначенного для перевалки углеводородного сырья Южно-Тамбейского газоконденсатного месторождения и поставок сжиженного природного газа морским транспортом в страны Западной Европы, Северной и Южной Америки, АТР осуществляется в соответствии с распоряжением Правительства России.
20 июля 2012 года состоялась торжественная закладка морского порта, расположенного в 5 км к северо-востоку от посёлка. Строительство ведёт ОАО «Межрегионтрубопроводстрой» по проекту ОАО «Ленморниипроект». Первые грузовые суда пришвартовались к причалу порта в октябре 2013 года.